# Lanceiros da Índia
The Lives of a Bengal Lancer (bra/prt: Lanceiros da Índia) é um filme estadunidense de 1935, do gênero aventura dramático-biográfica, realizado por Henry Hathaway com roteiro de Grover Jones baseado na autobiografia homônima de Francis Yeats-Brown.

## Sinopse
Alan McGregor, um experiente oficial da fronteira, tem dois novos comandados, John Forsythe e Donald Stone, quando chega a uma remota fortificação britânica no noroeste da Índia.
O primeiro tem um temperamento forte, é um tanto convencido e está em busca de aventuras. Já o segundo é filho do comandante, o coronel Stone. McGregor recebe a ordem para encontrar um espião britânico, Barrett, que desapareceu depois de se disfarçar como um indiano e tentar infiltrar-se na base de Mohammed Khan, um chefe local, que planeia uma revolta.
McGregor e o tenente Stone encontram Barrett e descobrem que Mohammed está a recrutar as tribos para um ataque maciço contra os britânicos, assim como também planeia roubar dois milhões de projécteis, que há pouco foi levada para um chefe amigável, Emir.

## Elenco
- Gary Cooper (Tenente Alan McGregor)
- Franchot Tote (Tenente John Forsythe)
- Richard Cromwell (Tenente Donald Stone)
- Guy Standing (Coronel Thomas Stone)
- C. Aubrey Smith (Major Hamilton)
- Kathleen Burke (Tania Volkanskaya)
- Monte Blue (Hamzulla Khan)
- Douglass Dumbrille (Mohammed Khan)
- Colin Tapley (Tenente Barrett)
- Akim Tamiroff (Emir de Gopal)
- J. Carrol Naish (Grão-Vizir)
- Noble Johnson (Ram Singh)
- Lumsden Hare (Major Thomas Woodley)
- Jameson Thomas (Hendrickson)

## Prémios e nomeações
- Venceu
  - Melhor Assistente de Direção[3]

- Nomeado
  - Melhor Filme[3]
  - Melhor Realizador[3]
  - Melhor Direção de Arte[3]
  - Melhor Edição[3]
  - Melhor Som[3]
  - Melhor Argumento[3]